# 亨利 (尚博伯爵)
尚博伯爵和波尔多公爵亨利（法語：Henri, Comte de Chambord, Duc de Bordeaux，1820年9月29日—1883年8月24日），全名亨利·夏尔·斐迪南·马里·迪厄东內（Henri Charles Ferdinand Marie Dieudonné），或稱阿图瓦的亨利（Henri d'Artois）、亨利五世，1844年—1883年为法国波旁王朝正统派王位觊觎者。
亨利是貝里公爵夏爾-斐迪南死后7个月出生的遺腹子，母親是兩西西里公主瑪麗·卡羅琳、外祖父是兩西西里國王弗朗切斯科一世；而貝里公爵是法國國王查理十世的次子。作為查理十世的孫子，亨利被封為「法蘭西王孫」（Petit-Fils de France），也是路易十五最后的合法男嗣。

## 早年

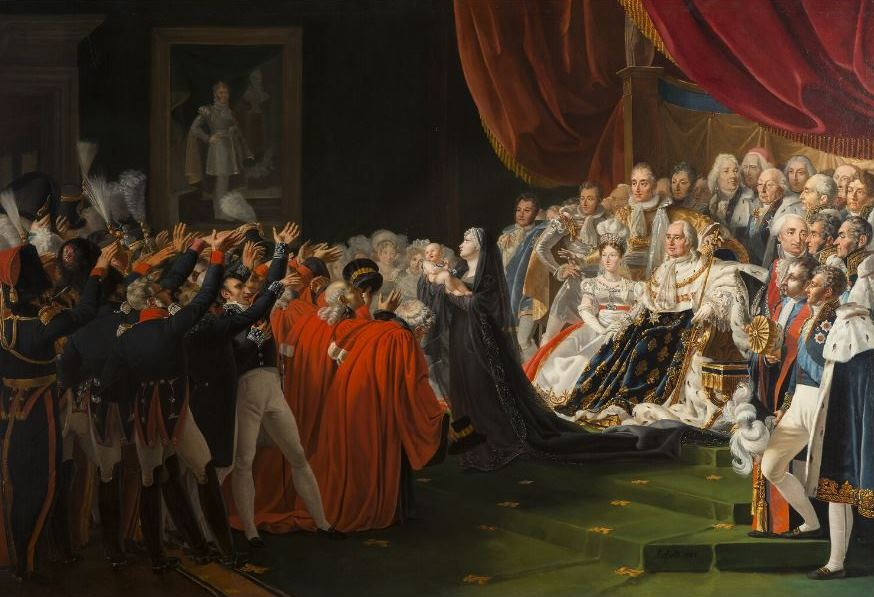
贝里公爵夫人将儿子波尔多公爵亨利展示给法兰西宫廷和王室家族。夏尔·尼科拉·拉丰绘画，1821年。

1820年9月29日，阿图瓦的亨利出生于巴黎图伊勒里宫的百里叶宫。但他出生时并无法国宫廷成员在场，奥尔良派王位觊觎者以此认为他并非法国王孙。亨利一出生就封为波尔多公爵。由于他在波旁王朝嫡系处于绝嗣边缘之际出生，還是父親的遺腹子，他被命名为“迪厄东內”（天授）。保王党称他为“奇迹般的孩子”。路易十八喜出望外，授予35个皇家勋章以纪念这一时刻。亨利的出生是奥尔良公爵登上法国王位的野心的一个重大挫折。在他按习惯去祝贺新生儿母亲的时候，公爵关于婴儿的相貌说的话如此无礼以致抱着他的侍女哭了起来。

## 七月革命

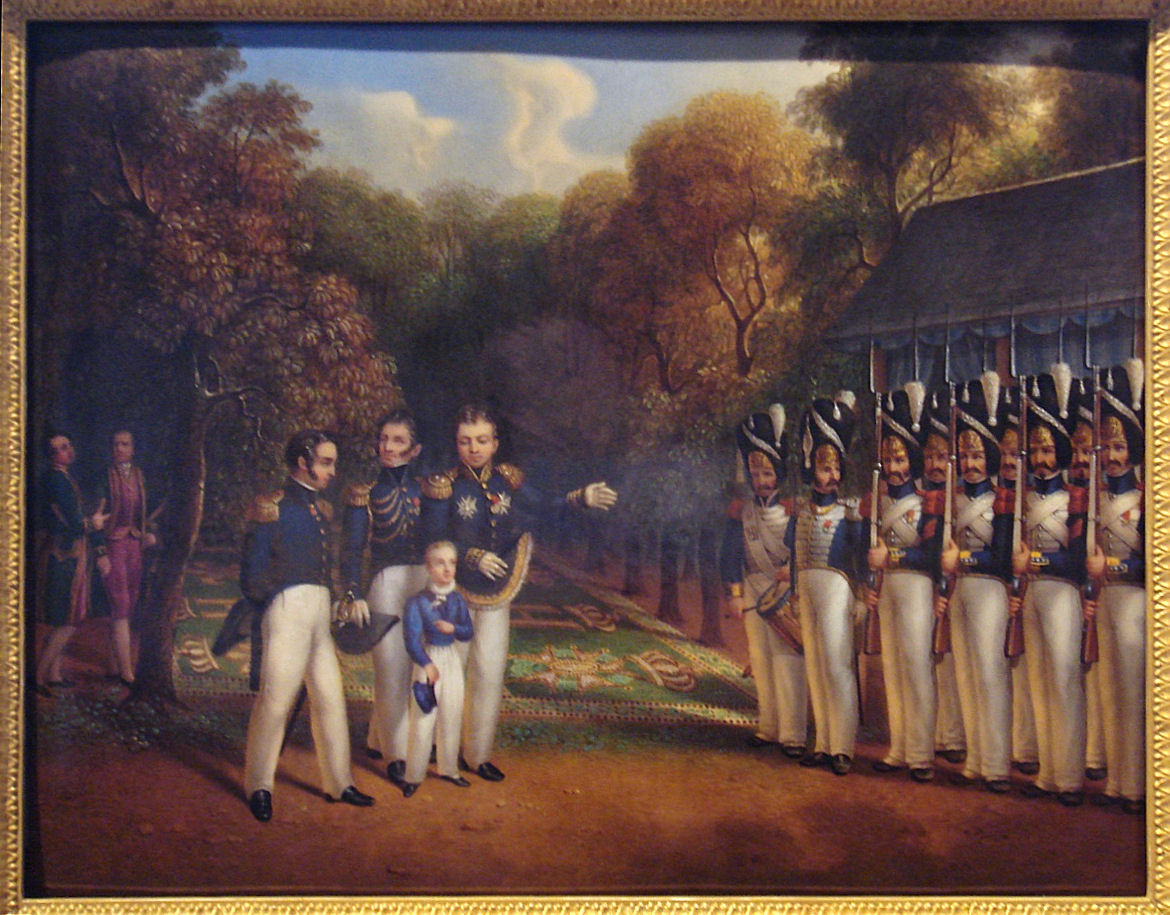
1830年8月2日年轻的尚博伯爵亨利视察朗布依埃的皇家卫队。

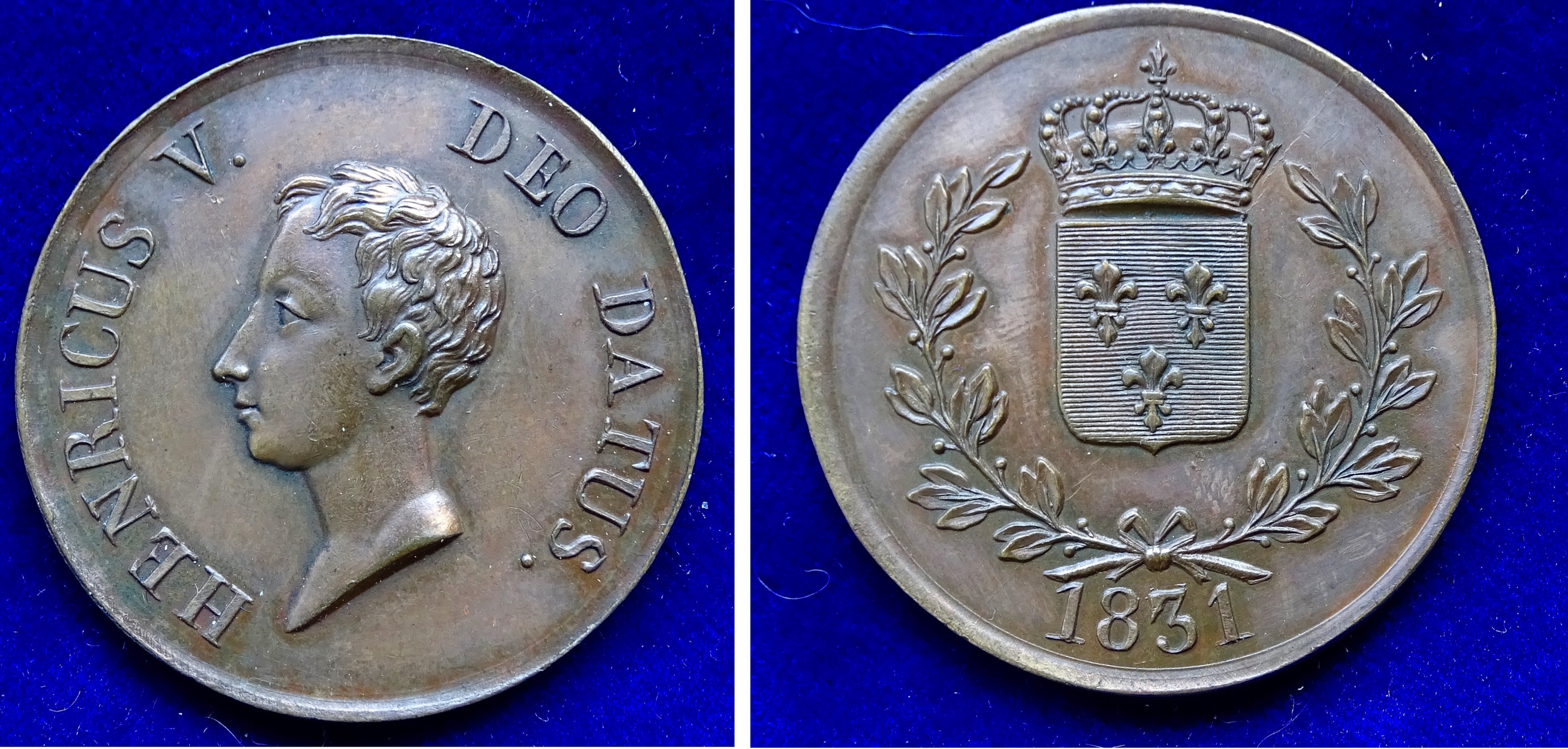
法兰西觊位者铜币5法郎，1831年，尚博伯爵亨利，1820年巴黎 - 1883年奥地利弗罗斯多夫。少年头像 / 法兰西的加冕王室纹章。

1830年8月2日，七月革命成功，亨利的祖父查理十世退位并与伯父路易十九在同一天先后放弃王位继承权，以将王位继承权转让于年轻的波尔多公爵。路易十九没有儿子，亨利作为下一个王位继承人，查理十世要求时任王国中将的奥尔良公爵路易-菲利普三世（路易十三幼子奧爾良公爵菲利普一世的五世孙）承认亨利的王位继承者身份。路易-菲利普要求将波尔多公爵带到巴黎以使他的权利得到承认。贝里公爵夫人被禁止护送她的儿子，因此亨利的祖父和母亲都拒绝把这个孩子留在法国。8月9日，在众议院敕令下，亨利被迫放弃王位继承权，奥尔良公爵路易-菲利普三世即位，即路易-菲利普一世。

## 流亡
1830年8月16日，他被迫流亡。一些法国保王党分子认为他是国王，但也有人认为他祖父和伯父的退位不合法，认他们为国王。同样，也有人认可路易-菲利普的七月王朝。1836年、1844年，查理十世和路易十九先后去世，亨利成为正统派的拥立对象。
在七月王朝、第二共和国、拿破仑三世的第二帝国、早期的第三共和国期间，亨利一直要求法国王位。在流亡中他只保留了香波尔城堡，并一直使用由此得名且倍受保王党推崇的“尚博伯爵”头衔。
1846年11月，亨利和表姐奧地利-埃斯特的瑪麗亞·特蕾莎结婚，但终生无子女。妻子的父親是摩德纳公爵法蘭西斯科四世，母親是薩伏依的瑪麗亞·貝亞特麗切。

## 复辟希望

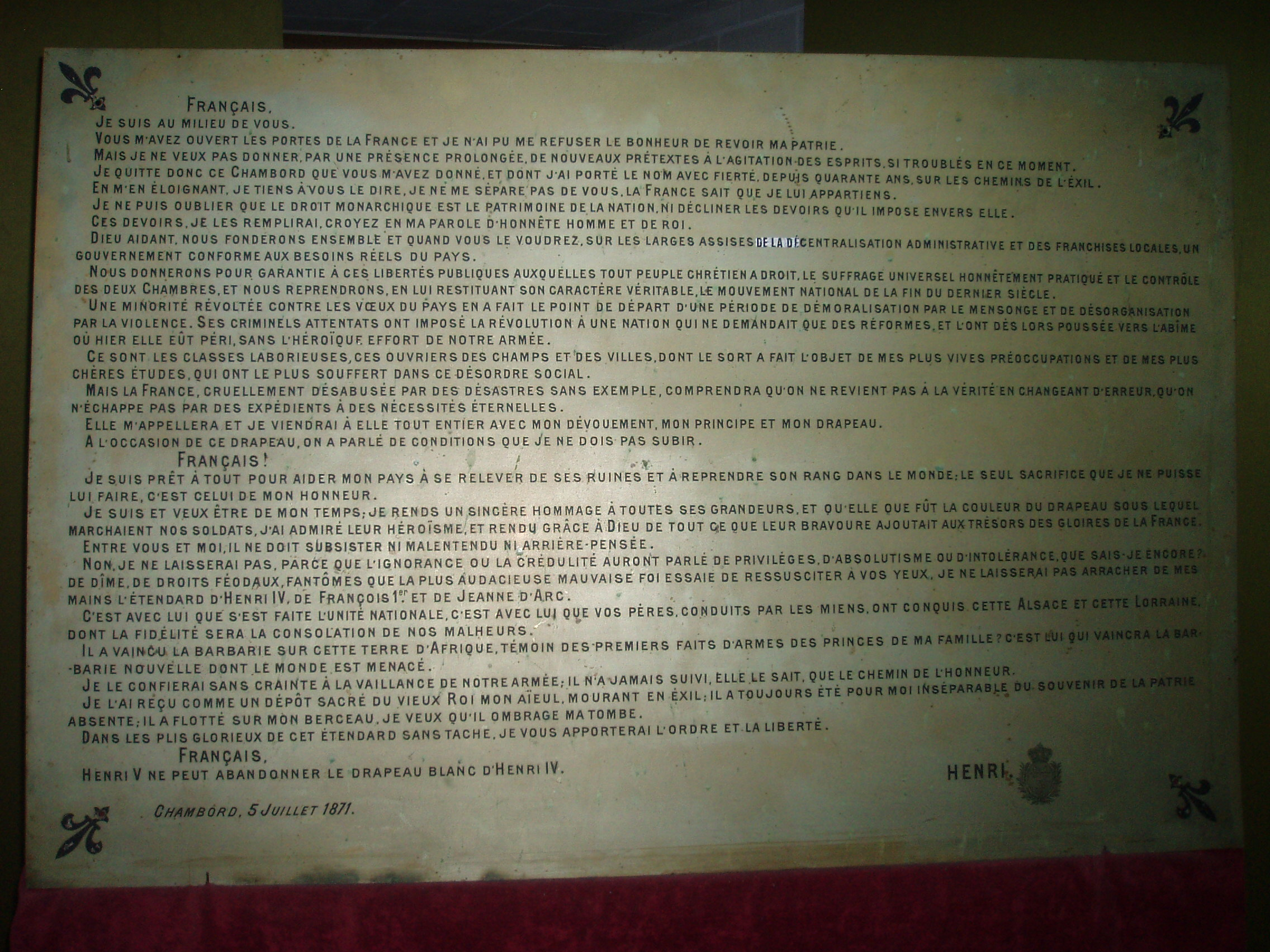
尚博伯爵亨利的“白旗宣言”。

有王冠和鸢尾花的法国三色旗，可能是尚博伯爵亨利年轻时的妥协方案

1870年9月2日，第二帝国在普法战争中的色当战役战败后垮台，保王党在全国会议中成为多数派。奥尔良派也同意拥立渐老的亨利，期望亨利无后而死后可以由他们所支持的奥尔良派继承人巴黎伯爵奥尔良的腓力（路易-菲利普的孙子）继位。亨利获得了正统派和奥尔良派的共同支持，复辟王国的希望大增。然而，他坚持放弃与法国大革命相关的三色旗国旗，恢复白色的百合花饰国旗，否则就不接受王位。他还拒绝了一种在国旗中同时采用三色旗和百合花饰的妥协方案。当时的教宗庇护九世曾经为此而叹息：“只是为了那么一块破布！”
1873年，由于同样的原因，另一次恢复君主制的尝试失败了。亨利前往巴黎并试图与政府谈判，但无济于事；11月20日，国民议会确认法国元帅第一代马真塔公爵为未来7年的法国国家元首。

## 失败
由于亨利的毫不妥协，临时性的法兰西第三共和国建立了，由当时的国家元首马真塔公爵担任共和国总统，目的是等到亨利去世之后，由更崇尚自由的巴黎伯爵取代。此人是路易-菲利普一世的孫子，也是亨利的遠房堂弟。起初，议会中的君主制多数派认为这是暂时的，直到巴黎伯爵能够重返王位。但1883年亨利去世时，公众舆论已从支持帝国转向支持共和国政体，正验证了前总统阿道夫·梯也尔在第三共和国初建时所说的：“共和政体最大程度地减少了我们的分化。”亨利因此被乔治·克列孟梭等共和派人士讽刺性地赞扬为“法国的乔治·华盛顿”，因为没有他就没有第三共和国。1880年，他从玛丽·摩根-格雷维尔夫人那里租了斯托莊園；然而，由于他于1883年去世，她只收到了他欠她的一大笔钱中的一小部分，这进一步导致了遗产的减少。
1883年8月24日，亨利在奥地利弗罗斯多夫的住所去世，享年62岁，这也标志着路易十五的纯男系血脉断绝。他被葬在祖父查理十世在方济各会的科斯塔涅维察修道院教堂的墓室地穴，此地时属于奥地利戈里察，今属斯洛文尼亚的新戈里察城，他包括尚博尔城堡在内的遗产由已故姐姐的長子帕尔马公爵罗贝托一世继承。
亨利死后，保王党的王统发生混乱。亨利本人已同意法兰西王室（而非波旁王室）将由奥尔良派的首领——即巴黎伯爵繼承。这一点被很多正统派接受，在法律上也是默认的，如今此系就成為法國正統王位的主流；唯一比这条王系更居长的是作为《乌德勒支和约》的条款中已放棄王位继承权的西班牙分支。然而包含亨利遺孀玛丽亚·特丽莎在內的一些支持者不承认亨利的声明和这条法律，辩称无人有权拒绝波旁长子系男系成为法兰西王室首领和合法的法兰西国王；如此，西班牙支系放弃王位是不合法和无效的。故这些后来被称为“西班牙白葡萄酒”的人拥戴亨利的西班牙遠房堂叔，西班牙王位的前卡洛斯派觊觎者蒙蒂松伯爵胡安为法国王位觊觎者。

## 图库

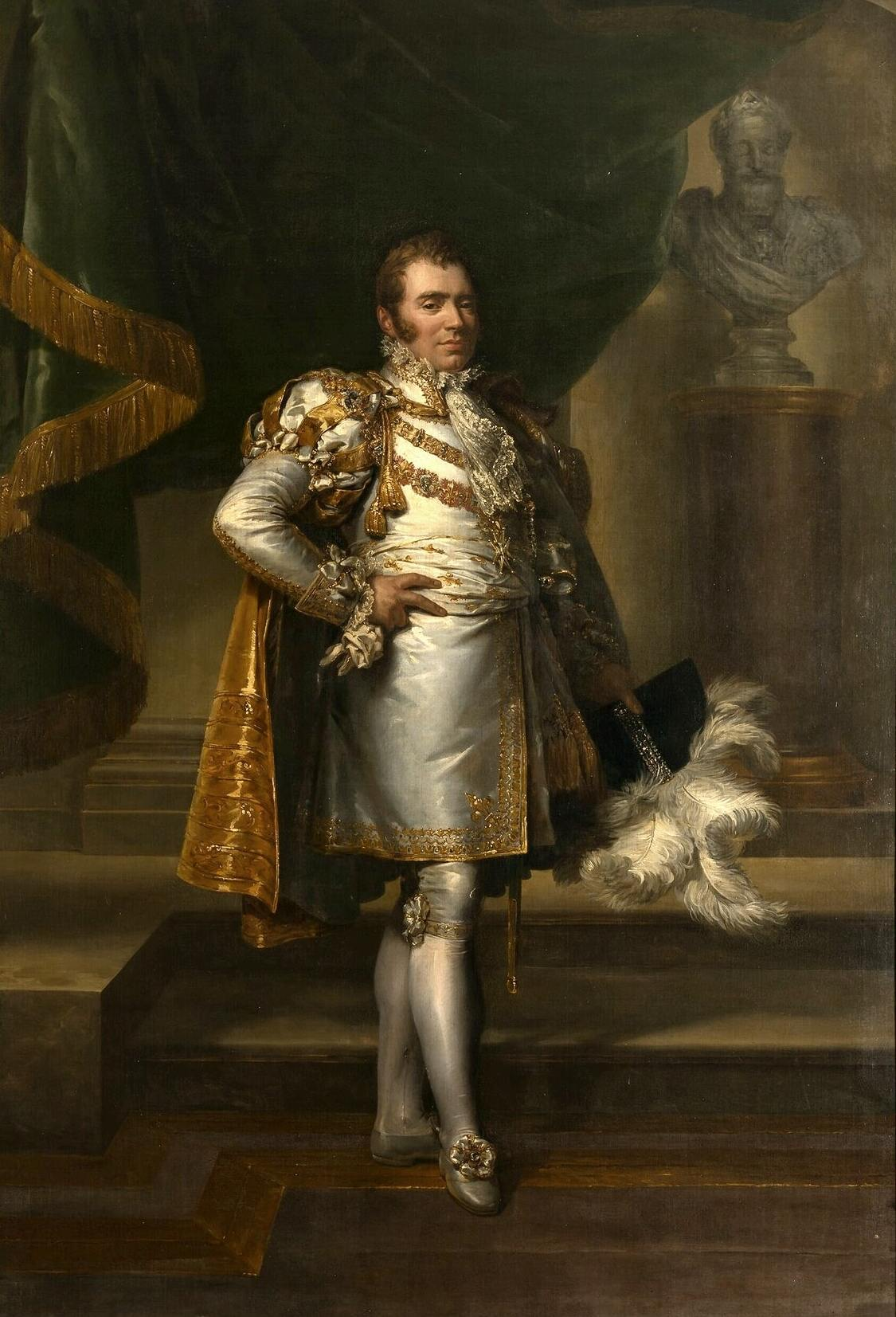
贝里公爵的肖像，弗朗索瓦·热拉尔，1820年
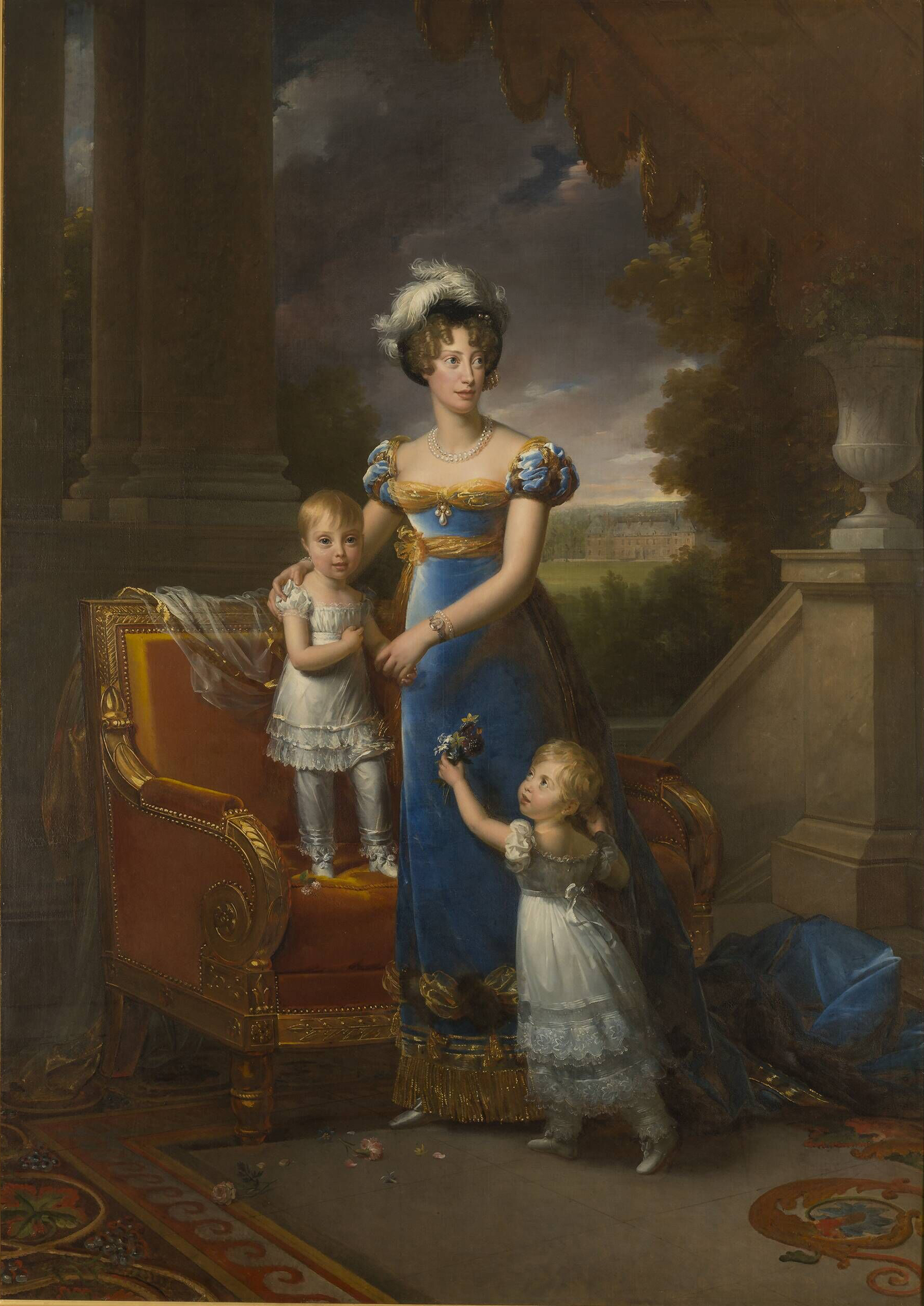
贝里公爵夫人和她的孩子们，弗朗索瓦·热拉尔，1822年
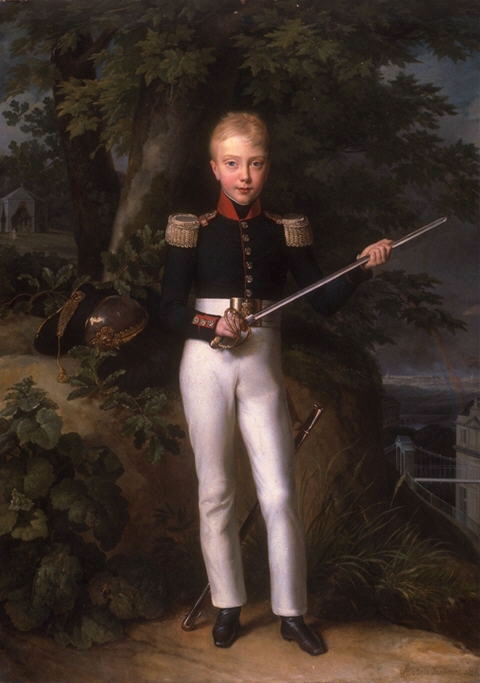
着军服的年轻波尔多公爵，亚历山大-让·迪布瓦-德拉奥内（英语：Alexandre-Jean Dubois-Drahonet），1828年
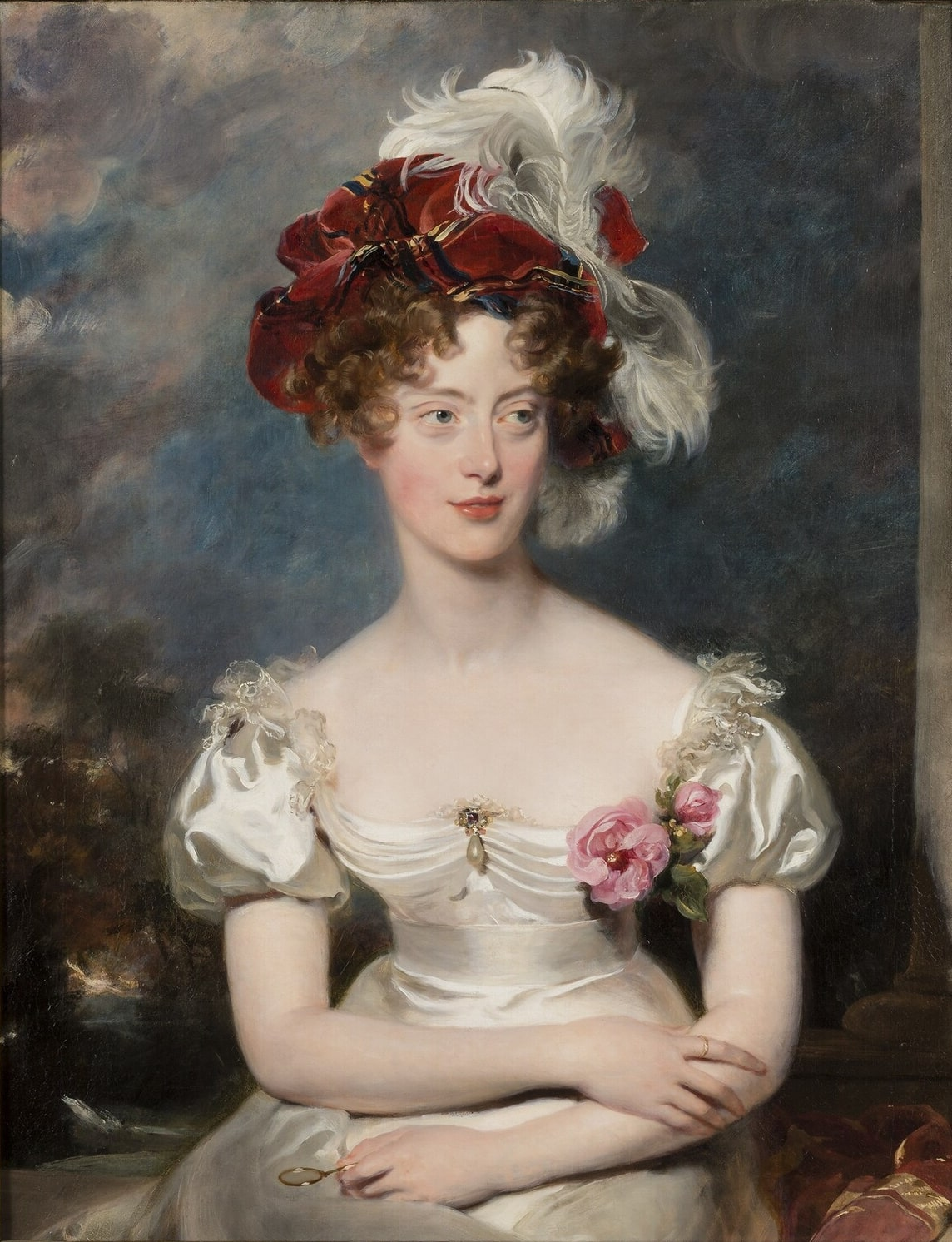
贝里公爵夫人的肖像，1825年
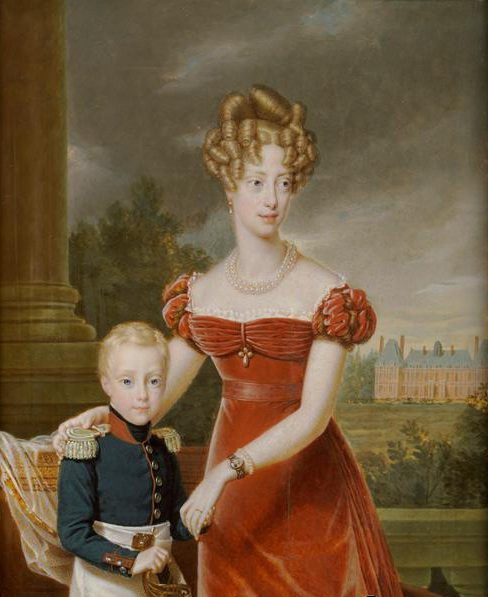
贝里公爵夫人和她的儿子，弗朗索瓦·热拉尔，1828年
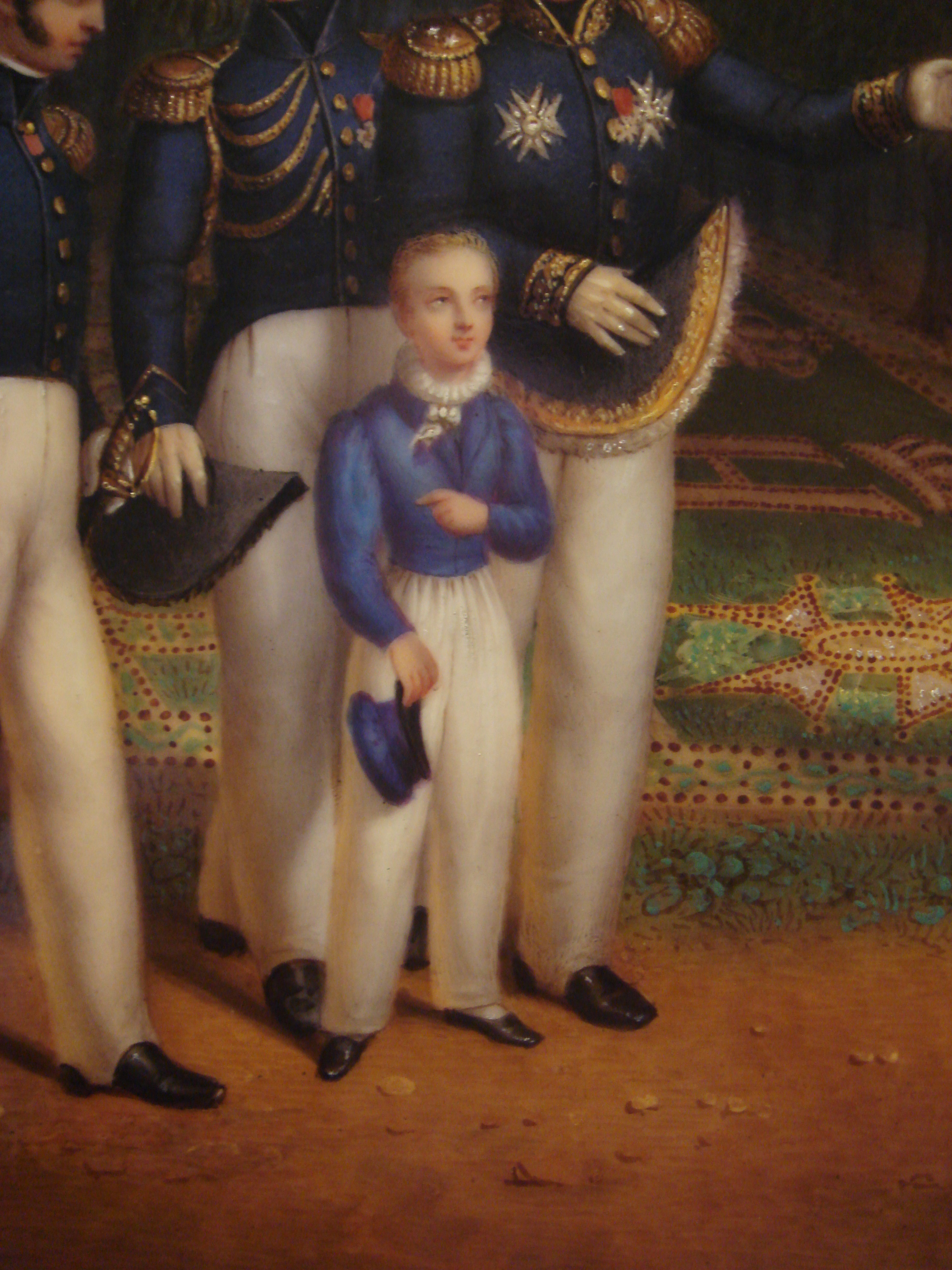
肖像细节，约1830年
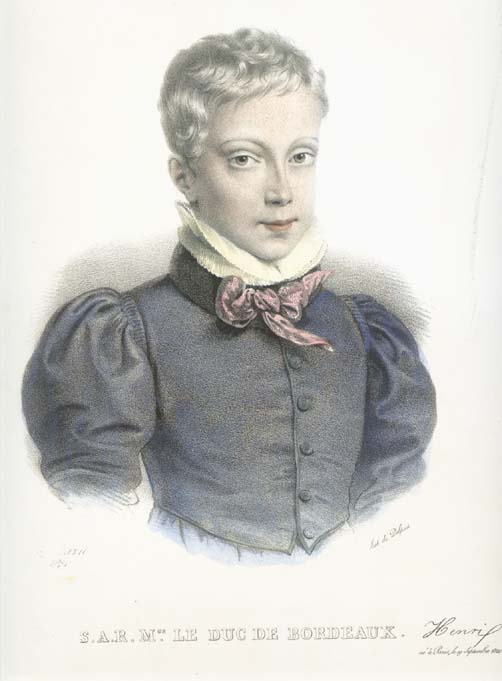
肖像，约1833年

## 荣誉
- 波旁王朝：圣灵骑士团的大主人与大十字架
- 西班牙：金羊毛骑士团骑士 (1823)[12]

## 脚注
1. ↑   Chisholm, Hugh (编). .  5 (第11版). London: Cambridge University Press: 822–823. 1911.
2. ↑  Bernard, J.F. . New York: Putnam. 1973: 495. ISBN 0-399-11022-4.
3. ↑  Castelot, André. . Paris: Perrin. 1988: 492. ISBN 978-2-262-00545-0.
4. ↑  Garnier, J. (1968). "Louis-Philippe et le Duc de Bordeaux (avec des documents inédits)". Revue Des Deux Mondes (1829–1971), 38–52. Retrieved May 26, 2020. JSTOR 44593301
5. ↑  Price, Munro. . London: Macmillan. 2007: 177, 181–182, 185. ISBN 978-1-4050-4082-2.
6. ↑  Smith, Whitney. . New York: McGraw-Hill. 1975: 75. ISBN 978-0-07-059093-9.
7. ↑  D. W. Brogan, The Development of Modern France (1870–1939) (London: Hamish Hamilton, 1945), pp. 83–84.
8. ↑  . 搜狐.   [2019-03-31]. （原始内容存档于2019-03-31）.
9. ↑  . EWTN.   [2021-06-10]. （原始内容存档于2021-06-10）.
10. ↑  Gabriel de Broglie, Mac Mahon, Paris, Perrin, 2000, p. 247-251.
11. ↑  因萨利克法在西班牙中止，西班牙真正的国王阿方索十二世并非男系长子系后人
12. ↑  . Antiques AtoZ.   [2020-09-01]. （原始内容存档于2020-02-20）.

## 延伸阅读
- Brown, Marvin Luther. The Comte de Chambord :The Third Republic's Uncompromising King. Durham, N.C.: Duke University Press, 1967.
- Delorme, Philippe. Henri, comte de Chambord, Journal (1846–1883), Carnets inédits. Paris: Guibert, 2009.
- Lucien Edward Henry. . The Royal Family of France. 1882: 49–51. Wikidata Q107258956 （英语）.
- "The Death of the comte de Chambord", British Medical Journal 2, no. 1186 (September 22, 1883): 600–601.